# 基斯維爾 (紐約州)
基斯維爾（英語：Keeseville）是位於美國紐約州克林頓縣及艾塞克斯縣的普查規定居民點。

## 人口
根據2020年美國人口普查的數據，基斯維爾的面積為15.88平方千米，當中陸地面積為15.59平方千米，而水域面積為0.29平方千米。當地共有人口2931人，而人口密度為每平方千米184.57人。